# AVENTURE
『AVENTURE』（アヴァンチュール）は大貫妙子の5作目となるスタジオ・アルバム。1981年5月21日にRVC（現・Ariola Japan）から発売された。

## 制作
タイトルの「アヴァンチュール」とは、フランス語で ″冒険″ を表す。前作『romantique』、次作の『Cliché』とともにヨーロッパ三部作と呼ばれ、収録曲のいくつかはフランス映画音楽の世界を再現している。
大貫は、前作『romantique』のような湿ったトーンのやや暗いアルバムを作ったあとは、反動でどうしてももう少し明るいものをやりたいという気持になったといい、『romantique』がそれ程暗い訳ではないがかなりモノクロのイメージが強いので、それよりは明るくもう少し色を付けたいという気持ちがあったという。また同じようなものを作ったら、暗いイメージが定着してしまう、そういう世界を音楽で作っているだけで、自分の性格とは関係ないということを示すため、『ROMANTIQUE』で言うと1曲目「CARNAVAL」が暗めの曲であれば、このアルバムでは明るい雰囲気の「恋人達の明日」という具合に、収録されたそれぞれの曲を対比させる形で作ったという。
本作では自分たちが1970年代に失ってしまったものばかりをテーマにしているといい、「みんな目先の楽しみばかり追いかけてそれで満足してしまい、冒険が無くなって来ている。だけど未来を切り開いてきたのは冒険者たちであろうと思う訳です。だからもう一度冒険してみようという事がアルバム全体のテーマにもなっています。」と述べている。また、これ以上暗くなると立ち直れないような気がするため、本来の明るい自分を出した作品となり、テクノポップ・サウンドが前面に出された楽曲も多くなっている。
2018年7月25日には、完全生産限定によるアナログ盤が再リリースされた。再発売に際し、オリジナル・マスターテープからのハイスペック音源データを基に、レコーディング・エンジニアのバーニー・グランドマンによってリマスタリングとカッティングが施され、国内の工場にてプレスされた。さらに大貫自身による最新のライナーノートに加え、プロデューサー牧村憲一による新規ライナー及び、マルチテープと一緒に保管された現存のトラックシートを掲載している。

## 帯コピー
- 音楽ぐらいは自分で選びたい
- 最先端のサウンドにのせてミニヨンでロマンティークな愛の冒険
- 現在考え得る限りの最高のミュージシャンのバックアップを得てベストセラー・アルバム「ROMANTIQUE」に続く
ヨーロピアンサウンド三部作の第三弾遂に完成。

## 批評
タワーレコードの商品の紹介ページでは、「前作『ロマンティーク』の世界をよりポップなアプローチで引き継いだアルバム。躍動感あふれるアレンジが心地良い「Samba de Mar」、歌う紀行文といった佇まいの「アヴァンチュリエール」「テルミネ」など、親しみやすいポップ感を全面に打ち出した秀作。」と評されている。

## 収録曲

### LP / CT
| 全作詞・作曲: 大貫妙子。 |                          |          |            |                                       |      |
| #                        | タイトル                 | 作詞     | 作曲・編曲 | 編曲                                  | 時間 |
| 1.                       | 「恋人達の明日」         | 大貫妙子 | 大貫妙子   | 坂本龍一 / コーラスアレンジ: 山下達郎 | 4:06 |
| 2.                       | 「Samba de mar」         | 大貫妙子 | 大貫妙子   | 清水信之・加藤和彦                    | 4:09 |
| 3.                       | 「愛の行方」             | 大貫妙子 | 大貫妙子   | 坂本龍一                              | 3:40 |
| 4.                       | 「アヴァンチュリエール」 | 大貫妙子 | 大貫妙子   | 坂本龍一                              | 4:43 |
| 5.                       | 「テルミネ」             | 大貫妙子 | 大貫妙子   | 坂本龍一                              | 3:21 |

| 全作詞・作曲: 大貫妙子。 |                                  |          |            |                    |      |
| #                        | タイトル                         | 作詞     | 作曲・編曲 | 編曲               | 時間 |
| 1.                       | 「チャンス」                     | 大貫妙子 | 大貫妙子   | 大村憲司           | 4:20 |
| 2.                       | 「グランプリ」                   | 大貫妙子 | 大貫妙子   | 前田憲男           | 3:41 |
| 3.                       | 「La mer, le ciel」              | 大貫妙子 | 大貫妙子   | 前田憲男           | 3:43 |
| 4.                       | 「ブリーカー・ストリートの青春」 | 大貫妙子 | 大貫妙子   | 加藤和彦・清水信之 | 3:41 |
| 5.                       | 「最後の日付」                   | 大貫妙子 | 大貫妙子   | 坂本龍一           | 3:27 |

### CD
| 全作詞・作曲: 大貫妙子。 |                                  |          |            |                                       |      |
| #                        | タイトル                         | 作詞     | 作曲・編曲 | 編曲                                  | 時間 |
| 1.                       | 「恋人達の明日」                 | 大貫妙子 | 大貫妙子   | 坂本龍一 / コーラスアレンジ: 山下達郎 | 4:06 |
| 2.                       | 「Samba de mar」                 | 大貫妙子 | 大貫妙子   | 清水信之・加藤和彦                    | 4:09 |
| 3.                       | 「愛の行方」                     | 大貫妙子 | 大貫妙子   | 坂本龍一                              | 3:40 |
| 4.                       | 「アヴァンチュリエール」         | 大貫妙子 | 大貫妙子   | 坂本龍一                              | 4:43 |
| 5.                       | 「テルミネ」                     | 大貫妙子 | 大貫妙子   | 坂本龍一                              | 3:21 |
| 6.                       | 「チャンス」                     | 大貫妙子 | 大貫妙子   | 大村憲司                              | 4:20 |
| 7.                       | 「グランプリ」                   | 大貫妙子 | 大貫妙子   | 前田憲男                              | 3:41 |
| 8.                       | 「La mer, le ciel」              | 大貫妙子 | 大貫妙子   | 前田憲男                              | 3:43 |
| 9.                       | 「ブリーカー・ストリートの青春」 | 大貫妙子 | 大貫妙子   | 加藤和彦・清水信之                    | 3:41 |
| 10.                      | 「最後の日付」                   | 大貫妙子 | 大貫妙子   | 坂本龍一                              | 3:27 |

## 楽曲解説
1. 恋人達の明日
軽快なテクノポップ・アレンジが施された楽曲。当時イギリスを中心に活動し、日本でも人気があった女性ポップ・グループ ノーランズを意識して制作された[4]。一人で淋しいし、恋もしたいという自分自身のことを書いており、「淋しいけどいつか巡り会うから待とうね」と自分で自分を励ましている曲だという。
2. Samba de mar　
全編コンピューター・サウンドによるサンバ調のナンバー[4]。大貫は、サンバというと普通は打楽器を使用するが、リズムから楽器まで全てコンピューターで音を作ったところが面白いのではないかと話している。
3. 愛の行方
大貫曰く、音の向こうに絵が見えてくることを意識して作った″映像音楽シリーズ″の1曲とのこと[4]。
4. アヴァンチュリエール
本作のタイトルに通じる″冒険″をテーマにした楽曲。1967年公開のフランス映画『冒険者たち』をモチーフにしている[4]。
5. テルミネ
「のんびり旅をしてみよう」という思いを綴った楽曲。″テルミネ″とはイタリア語で″駅″を表す[4]。駅には愛や別れなど必ずドラマがあるが、この曲はもっと人と人とが停まる駅で打ち解け合うといった愛のイメージで、地中海の青を映したブルートレインをテーマに書いている。
6. チャンス
大貫が好んだスコットランド出身の歌手 シーナ・イーストンのイメージで作った楽曲[4]。「恋人達の明日」と同様に、淋しいけれどいつか会えると、自分を慰める曲だとのこと。
7. グランプリ
″テイク5″と呼ばれる8分の5拍子の楽曲[4]。大貫自身昔からやりたかったサウンドであり、とても気に入っているという。″ヒーローの喪失″がテーマとなっており、当時話題になっていた富士スピードウェイ閉鎖に関する噂も含め、″あの時代″が完全に終わってしまう事への挽歌である。1971年に公開されたアメリカ映画『栄光のル・マン』にヒントを得て作られている。
8. La mer, le ciel
1970年代のニュー・シネマにおけるベトナム戦争の影と国の挫折のイメージで、疲れた体を背負って何もない所へ帰って来たことへの労りの思いがこの曲にあるという。曲はボサノヴァ調で、ギター演奏は国際的なジャズ・ギタリストの杉本喜代志によるもの[4]。
9. ブリーカー・ストリートの青春
″ブリーカー・ストリート″とは、ニューヨークの学生街にある通りの呼称。1976年公開のアメリカ映画『グリニッチ・ビレッジの青春』をモチーフに、若かった頃は仲間同士で何かを作ったり、助け合ったりしたものが、今では失われてしまったという”青春の挫折”をテーマにしている[4]。
10. 最後の日付
曲自体は前作『romantique』の発売以前に録音されていたが収録が見送られており、本作への収録にあたって坂本龍一が新たにシンセサイザーの音を追加したもの[4]。

## レコーディング・メンバー
| 恋人達の明日 - Prophet 5: 坂本龍一 - Guitar: 大村憲司 - Bass: 中村裕二 - Drums: 高橋幸宏 - Percussion: 浜口茂外也 - Background Vocals: 大貫妙子、竹内まりや、EPO - Computer Programming: 松武秀樹 Samba de mar - Prophet 5: 清水信之 - Drums: 村上秀一 - Electric Percussion Programming: 松武秀樹 - Samba Whistle: 浜口茂外也 - Background Vocals: 大貫妙子、EPO、清水信之、宮田茂樹 愛の行方 - Rhodes Piano, Prophet 5: 坂本龍一 - Guitar: 大村憲司 - Drums: 高橋幸宏 アヴァンチュリエール - Acoustic Piano, Arp Odyssey, Prophet 5: 坂本龍一 - Guitars: 大村憲司 - Bass: 中村裕二 - Drums: 高橋幸宏 テルミネ - Rhodes Piano, Prophet 5: 坂本龍一 - Guitars: 青山徹 - Bass: 中村裕二 - Drums: 高橋幸宏 | チャンス - Guitar: 大村憲司 - Rhodes Piano, Prophet 5&10: 清水信之 - Bass: 中村裕二 - Drums: 村上秀一 - ackground Vocals: EPO、大貫妙子 グランプリ - Acoustic Piano: 富樫春生 - Rhodes Piano: 前田憲男 - Guitar: 杉本喜代志 - Bass: 杉本和弥 - Drums: 渡嘉敷祐一 - Background Vocals: 大貫妙子、EPO、宮田茂樹 La mer, le ciel - Acoustic Piano: 富樫春生 - Rhodes Piano: 前田憲男 - Guitar: 杉本喜代志 - Bass: 高水健司 - Drums: 宮崎雅広 ブリーカー・ストリートの青春 - Guitar: 大村憲司 - Acoustic Piano, Prophet 5: 清水信之 - Bass: 奈良敏博 - Drums: 村上秀一 最後の日付 - Acoustic Piano, Prophet 5: 坂本龍一 - Guitars: 鈴木茂 - Bass: 細野晴臣 - Drums: 高橋幸宏 |

## 発売履歴
| 発売日         | レーベル    | 規格       | 規格品番   | 備考             |
| -------------- | ----------- | ---------- | ---------- | ---------------- |
| 1981年5月21日  | RCA/RVC     | LPレコード | RHL-8507   |                  |
| 1981年5月21日  | RCA/RVC     | カセット   | RHT-8507   |                  |
| 1984年11月21日 | RCA/RVC     | CD         | RHCD-12    | 初CD化           |
| 1986年2月15日  | RCA/RVC     | カセット   | RHT-2315   | 再発版           |
| 1986年8月15日  | RCA/RVC     | CD         | R32H-1027  | 再発盤           |
| 1991年8月21日  | BMGビクター | CD         | BVCR-2527  | 再発盤           |
| 1994年10月21日 | BMGビクター | CD         | BVCR-8006  | Q盤 音パレード   |
| 1999年6月23日  | BMG JAPAN   | CD         | BVCK-38011 | RCA・CD名盤選書  |
| 2006年12月20日 | BMG JAPAN   | CD         | BVCK-37119 | 紙ジャケット仕様 |
| 2008年1月23日  | BMG JAPAN   | CD         | BVCK-18021 | リマスター盤     |
| 2018年7月25日  | Sony Music  | LPレコード | MHJL-38    | リマスター盤     |
| 2021年11月10日 | Sony Music  | CD         | MHCL-10150 | SACD Hybrid盤    |

## カバー
- 増田恵子 - 「恋人達の明日」（アルバム『恋するお友達』収録）
- 白石まるみ - 「恋人達の明日」（シングル「恋人達の明日」A面）
- 大石恵 - 「恋人達の明日」（シングル「恋人達の明日」収録）

## 参考資料
- オリコン『ALBUM CHART-BOOK COMPLETE EDITION 1970-2005』オリコン・マーケティング・プロモーション、2006年4月。ISBN 978-4-87131-077-2。
- 大貫妙子・解説『ミュージック・ステディ』ステディ出版〈MUSICIAN FILE 大貫妙子徹底研究〉、1983年9月30日。
- 『AVENTURE』（CD（ライナーノーツの記載より））大貫妙子、RCA、1999年6月23日。BVCK-38011。